# Thestor vansoni
Van Son’s Skolly (Thestor vansoni) là một loài bướm ngày thuộc họ Bướm xanh. Nó được tìm thấy ở Nam Phi, nơi nó được tìm thấy ở Nama Karoo just below the peaks of the Gydoberg, the Skurweberg và the Cederberg in the West Cape.
Sải cánh dài 24–29 mm đối với con đực và 27–34 mm đối với con cái. Con trưởng thành bay từ the tháng 9 đến tháng 11, nhiều nhất vào tháng 10. Có một lứa một năm.